# 秦明
秦 明（しん めい）は、中国の小説で四大奇書の一つである『水滸伝』の登場人物。

## キャラクター概要
天猛星の生まれ変わりで、序列は梁山泊第七位の好漢。渾名は霹靂火（へきれきか）で、非常に短気で剛直な性分と、大変大きな怒鳴り声を稲妻に例えたもの。
狼牙棒という六尺余りの鉄棒の先にサボテン状の多数の棘のある重りが付いた、敵を兜や鎧ごと叩き潰す武器を得意とする。剛直で短気な絵に描いたような猛将で、戦場ではその武勇と勇猛さで大いに活躍するが、その性格が災いして不覚を取ることも多い。

## 物語中での活躍
四川開州の人（異説有り）で、青州に赴任しそこの軍の総司令官にまでなった。
青州の管轄下である清風塞の副長官・花栄が山賊に通じたため、部下の黄信が山賊の首領諸共に捕らえ、青州まで護送しようとしたが、途中清風山の山賊たちに奪われた。秦明は兵を率いて山賊討伐のために出陣。そこで花栄が山賊の一隊を率いてくると、山賊に身を落とした花栄に激昂し打ちかかった。ところが、勝負の着く前に花栄が逃げ出したためこれを追撃するも、山道で木石や糞尿を浴びせられ部隊は混乱。山賊たちの挑発に翻弄されて山中を駆けずり回った挙句、火攻めに遭い、川の近くへ逃れたところ上流で堰を切られたため、部下の殆どは溺死し、秦明も捕らえられた。山塞に連行されると、黄信が捕らえた山賊の首領は、実は宋江という名高い好漢で、花栄らの罪は全て劉高夫妻のでっち挙げだったと知り、自らの不明を詫びた。ここで宋江らから仲間に加わるよう打診されるが、軍人の誇りを持つ秦明はこれを拒否し青州に戻ることにした。ところが、青州に帰還すると城門は堅く閉じられ、衛兵らが自分に矢を放ってきた。そこへ知事の慕容彦達から、秦明が山賊と内通し反逆した罪により一族郎党を処刑したと伝えられ、秦明の妻の首を竿からかかげた。身に覚えのない罪で妻を殺され激怒したがどうすることもできず、やむなく清風山に戻った。宋江らにことの次第を話すと、実は青州を襲撃した秦明は山賊が化けた偽者で、秦明を仲間に入れるため宋江らが仕組んだことが判明。秦明は激怒するが、2人が誠心誠意詫びるのと、今さらどうしようもないので仕方なく仲間に入った。また、やもめになった秦明のために、宋江のとりなしで花栄の妹の花宝燕を娶ることになった。この後、秦明はさらに黄信を説得して仲間に加え、宋江たちが清風山を去るのに伴って梁山泊に合流した。
梁山泊では軍の中心の一人として活動、祝家荘との戦いでは祝龍を撃ち破り、祝家荘中最強の欒廷玉とも互角以上に戦うが、彼の誘引の計にかかり捕虜になった。続く高唐州の戦いでは高廉配下の温文宝を瞬殺し、さらに呼延灼との戦いでは敵将・韓滔を圧倒し、因縁の青州攻めには真っ先に従軍を希望して、妻の仇・慕容彦達を討ち取った。北京攻めでは似たような性格の敵・索超と互角の勝負を演じた。第二次曾頭市戦では晁蓋の仇・史文恭と戦うが、敵の方が上手で太股に重傷を負い敗北、以後しばらく養生のため戦線を離れた。百八星集結後は騎兵五虎将の一人に任命される。朝廷への帰順は肯定派だったようで、朝廷へ帰順後も主に騎兵先鋒として活躍、数々の敵将を討ち取る。方臘との最終決戦の前哨戦で、方臘の甥・方傑と戦いこれも圧倒するが、別の敵将・杜微が飛刀を放ち、これをかわした所に隙が生まれ、方傑の方天戟を浴びて討ち取られた。